# Gediminas Grinius
Gediminas Grinius (* 25. Juli 1979 in Ukmergė, Litauen) ist ein litauischer Berg- und Ultramarathonläufer. Grinius war 2016 Gesamtsieger der Ultra-Trail World Tour.

## Leben
Gediminas Grinius kam erst spät zum Laufsport, seinen ersten Halbmarathon absolvierte er mit 28 Jahren in Litauen.
Ab 2009 trainierte er regelmäßig, um seine nach einem Irak-Einsatz als Berufssoldat der litauischen Armee zugezogene Posttraumatische Belastungsstörung zu lindern, später überwog die Leidenschaft und sportliche Herausforderung. Während seiner Stationierung in Polen wandte sich Grinius dem Berglauf zu und startete für das polnische inov-8 Team u. a. beim GutsMuths-Rennsteiglauf und Zugspitz Ultratrail 2013 sowie beim Laravendo Ultra Trail, dem Transgrancanaria und dem UTMB – seinem ersten Berglauf mit einer Distanz von über 100 Meilen.
Grinius wurde beim UTMB Fünfter der Gesamtwertung und errang zu Ende des Jahres den dritten Platz der Ultra-Trail World Tour.
Seit 2015 ist er Mitglied des Trailrunning Team Vibram und er wurde Zweiter der Ultra-Trail World Tour. 2016 errang er aufgrund seiner außerordentlichen Traillauf-Leistung den Gesamtsieg der Ultra-Trail World Tour.
Grinius arbeitet für das litauische Verteidigungsministerium als Analyst der NATO-Streitkräfte und lebt mit seiner Familie in Vilnius.

## Erfolge (Auswahl)
- 2014: 3. Platz beim Lavaredo Ultra Trail (119 km) in 13:01:22 h
- 2014: 3. Platz der Ultra-Trail World Tour
- 2015: 1. Platz beim Transgrancanaria (125 km) in 14:23:37 h
- 2015: 1. Platz beim Ultra-Trail Mt.Fuji (169 km) in 20:40:58 h
- 2015: 2. Platz der Ultra-Trail World Tour
- 2016: 2. Platz beim Transgrancanaria (125 km) in 13:45:08 h
- 2016: 3. Platz beim Hong Kong 100 (100 km) in 9:53:51 h
- 2016: 2. Platz beim Lavaredo Ultra Trail (122 km) in 12:23:06 h
- 2016: 1. Platz beim Ultra Trail Tai Mo Shan (162 km) in 20:04:00 h
- 2016: 2. Platz bei UTMB (170 km) in 22:26:05 h
- 2016: Gewinner der Ultra-Trail World Tour
- 2017: 1. Platz beim Cappadocia Ultra Trail (114,3 km) in 10:56:07 h
- 2018: 1. Platz beim Ultra Trail Tai Mo Shan (162 km) in 18:48:00 h
- 2018: 1. Platz beim Trójmiejski Ultra Track Zima, Polen (68,6 km) in 5:16:02 h
- 2018: 1. Platz beim Mt. Gaoligong Ultra 100 Miles, China in 19:39:14 h
- 2019: 3. Platz beim Ultra-Trail Tai Mo Shan, Hong Kong (50 km) in 5:33:44 h
- 2019: 1. Platz beim Vermont 100 Mile Endurance Race in 15:41:03 h

## Rekorde (Auswahl)
- 2015: Streckenrekord auf dem 125 km langen Transgrancanaria auf Gran Canaria in 14:23:37 Stunden.[5]